# П'ятнадцятий мікрорайон

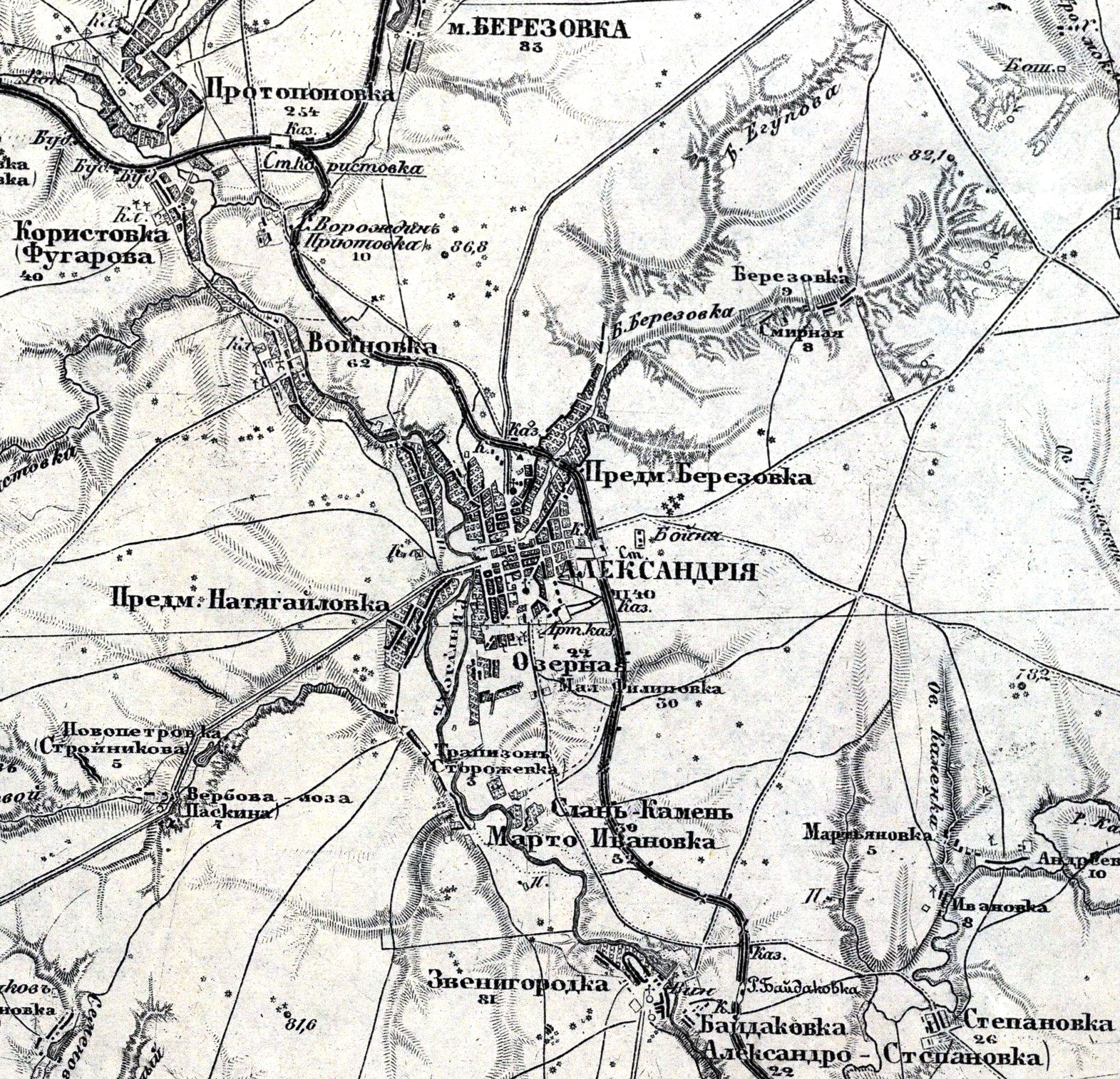
Олександрія і довколишні населені пункти на мапі початку XX століття

План Олександрії початку XX століття

П'ятнадцятий мікрорайон (колишня назва Бойківський куток, колишня частина передмістя Натягайлівки) — заселена місцевість у місті Олександрія.

## Розташування
П'ятнадцятий мікрорайон знаходиться на правому березі Інгульця. З лівим берегом, де розташовується центр й мешкає більшість населення міста район сполучається мостом, між вулицями Поштовою і Козацький шлях, та мостом на вулиці Гетьмана Мазепи. Зі сходу, від центральної частини міста, місцевість відділена Інгульцем та лісопарковою зоною, на півночі, межа з Чотирнадцятим мікрорайоном пролягає по вулиця Знам'янській, межа з Перемозьким мікрорайоном, на заході, умовно пролягає по вулиці Гетьмана Мазепи.

## Історія
Місцевість, так само як і територія Чотирнадцятого мікрорайону є заселеною принаймні з першої половини XIX століття. У ХІХ ст. разом з нинішнім Чотирнадцятим мікрорайоном складала передмістя Натягайлівка. На той час місцевість була заселена лише між Інгульцем і дорогою з Нової Праги (тепер вулиця Козацький шлях). Схема вулиць цієї частини збереглася до сьогодення. Найважливішими вулицями були Верхньо- і Нижньо-Бойківська; Бойківська й Івана Франка нині, відповідно.
Місцевість також називалася Бойківським кутком, від прізвища місцевого землевласника.
На початку XX століття на Новопразькій дорозі, неподалік мосту через Інгулець було збудовано Шестикомплектне училище, що за радянського періоду перетворилося у школу № 6.
Сучасну назву місцевість отримала у 1920-х роках, коли все місто було розділене на кутки, або ж мікрорайони, кожен зі своїм номером. Але номерні назви закріпилася лише за 14-тим і 15-тим з них.

## Опис
Мікрорайон являє собою майже суцільну приватну одноповерхову житлову забудову, серед якої трапляється кілька крамниць. Більшість будинків збудовано за радянського періоду, до початку 1980-тих рр. На заході, на межі з Перемогою, знаходиться кілька підприємств: колишній Пивзавод (зараз виробничий цех ПАТ «Оболонь»), Металобаза, колишня макаронна фабрика. Також на заході розташована міська автошкола, а на півдні — колишня станція юних натуралістів. На сході мікрорайону, на розвилці вулиць Козацький шлях і Знам'янської знаходиться площа Визволення з меморіалом пам'яті жертв Другої світової, головним елементом якого є танк Т-34.На перехресті Козацький шлях та І.Франка, знаходиться колишній старий автовокзал.
На площу виходить ЗОШ І—III ступенів № 6, за нею, поміж приватної забудови, розташовується дошкільний навчальний заклад № 21.
|                             |  |                         |  |
| Пам'ятник на площі Перемоги |  | Шестикомплектне училище |  |